# Trebeništa
Trebeništa (mazedonisch Требеништа; albanisch definit Trebenishti, indefinit Trebenishtë) ist ein Straßendorf im südlichen Teil der Gemeinde Debarca in der Region Südwesten der Republik Nordmazedonien.

## Geographie
Trebeništa befindet sich etwa zwölf Kilometer südwestlich des Gemeindehauptortes Belčišta. Die Städte Struga und Ohrid sind sieben bzw. zehn Kilometer Luftlinie entfernt. Im Norden des Dorfes liegt Mešeišta (Gemeinde Debarca), im Osten Livoišta (Ohrid), im Süden Gorenci (Debarca), im Südwesten Misleševo und Moroišta (beide Struga) und im Nordwesten Volino (Debarca).
Es ist ein Dorf am östlichen Rand des Beckens von Struga und liegt westlich eines Taleingangs, in dem der kleine künstliche Trebeništa-See liegt. Nordöstlich und südöstlich von Trebeništa erheben sich Bergzüge auf bis zu 1200 m. i. J., während die Höhe im Dorfzentrum selbst 720 m. i. J. beträgt.
Seit 1961 fließt am westlichen Dorfrand die Sateska nach Süden in den Ohridsee. Vor dieser Gewässerkorrektur mündete sie in den Schwarzen Drin.
Das Klima liegt wie in der ganzen Region im kontinental-mediterranen Übergangsgebiet.

## Bevölkerung
Der Ort hat 513 Einwohner in 169 Haushalten (Stand 2002). Fast alle Bewohner gehören der mazedonischen Mehrheit an und sprechen die mazedonische Sprache. Sie bekennen sich fast ausschließlich zum orthodoxen Christentum und sind in der mazedonisch-orthodoxen Kirche organisiert.
Im Dorfzentrum steht eine Kirche, welche Nikolaus von Myra geweiht ist.
Ein Großteil der während des sozialistischen Jugoslawiens aufgewachsenen Christen ist außerdem säkular geprägt. Der Atheismus spielt eine eher unbedeutende Rolle.
Die nachfolgende Tabelle zeigt die demographische Entwicklung seit dem Zweiten Weltkrieg.
| Jahr      | 1948 | 1953 | 1961 | 1971 | 1981 | 1991 | 1994 | 2002 |
| --------- | ---- | ---- | ---- | ---- | ---- | ---- | ---- | ---- |
| Einwohner | 724  | 823  | 880  | 868  | 897  | 822  | 587  | 513  |

## Geschichte

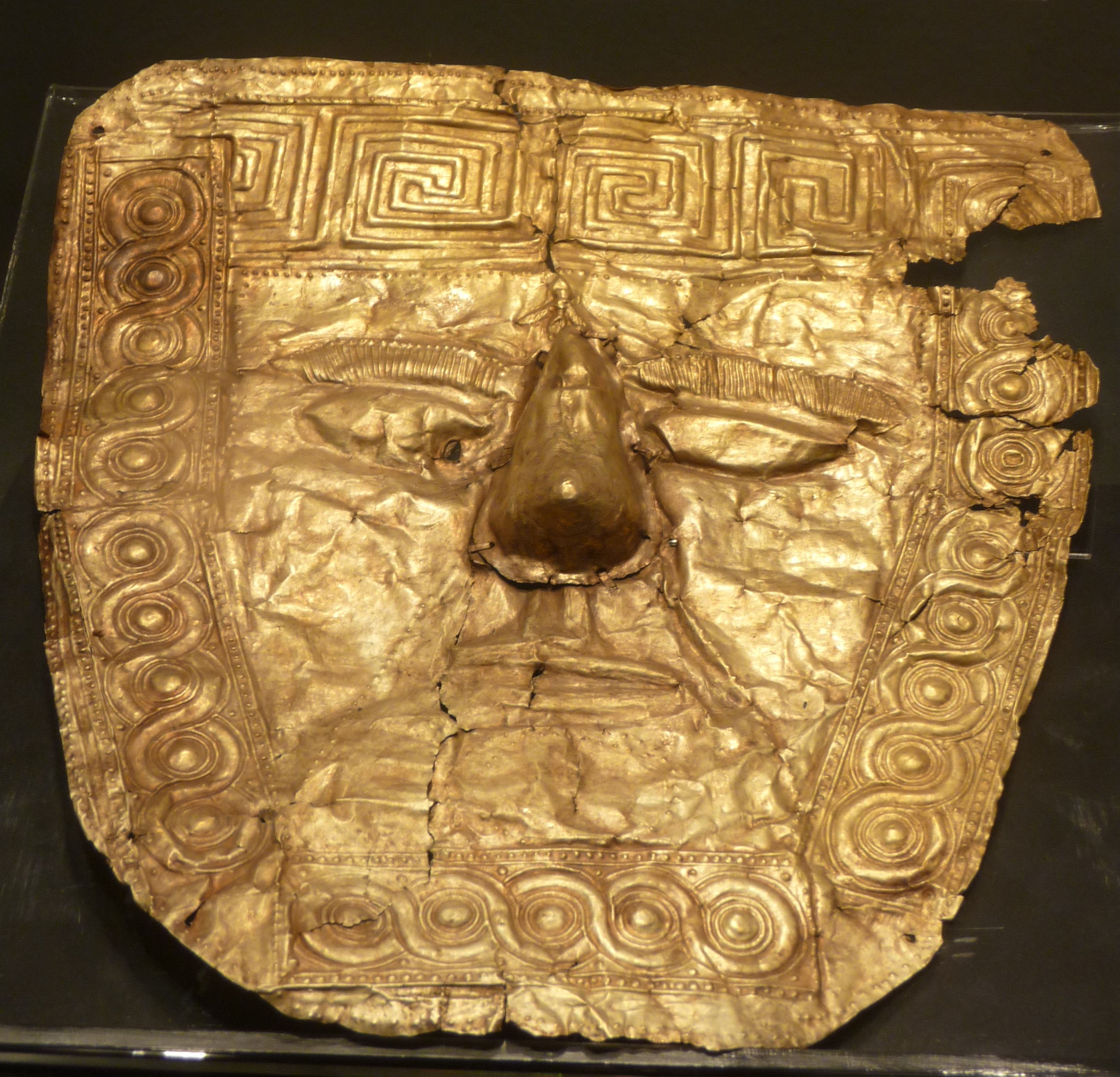
Eine der bei Gorenci gefundenen goldenen Masken aus dem 6. Jahrhundert v. Chr. (Nationales Archäologisches Museum Sofia)

Nach dem Ethnographie des Vilayets d’Andrinople, de Monastir et de Salonique hatte das zu diesem Zeitpunkt osmanische Trebeništa 1878 24 Haushalte mit etwa 160 männlichen Einwohnern, davon 87 Bulgaren. In den 1890er Jahren soll das Dorf eine Bevölkerung von etwa 500 Einwohnern gehabt haben. Laut der Statistik des Ethnographen Wassil Kantschow lebten in Trebeništa Ende des 19. Jahrhunderts 310 christliche Bulgaren in 40 Häuser. Nach den Statistiken des Sekretärs des bulgarischen Exarchats Dimitar Mischew (La Macedoine et sa Population Chrétienne) im Jahr 1905 lebten in Trebeništa 360 bulgarische Exarchisten.
Während des Ersten Weltkrieges besetzte das Königreich Bulgarien von 1915 bis 1918 Mazedonien, welches das Königreich Serbien zuvor in den Balkankriegen 1912–1913 dem Osmanischen Reich entreissen konnte und durch den Londoner Vertrag zugesichert bekam. Als bulgarische Soldaten Straßenarbeiten südlich von Gorenci vornahmen, stießen sie in der Nähe des muslimischen Friedhofs auf eine Nekropole aus dem Ende des 6. Jahrhunderts v. Chr. Die gefundene Artefakte wurden zunächst in der archäologischen Direktion in Ohrid aufbewahrt. Die ersten Ausgrabungsarbeiten leitete Karel Škorpil im Jahr 1918, unter anderem untersuchte Bogdan Filow die gefundenen Artefakte: Fünf Goldmasken, zahlreiche Gräber, Eisenohrringe und Eisenplatten waren entdeckt worden. Forscher kamen zum Schluss, dass die Grabstätte von den Bewohnern der nahen Stadt Lychnidos benutzt wurde und dass eine illyrische oder thrakische Kultur die Stätte gebaut haben muss. Auch an deren Stellen wurden bronze- und eisenzeitliche Funde gemacht. In den Jahren 1930–1934, 1953–1954 und 1972 folgten weitere Ausgrabungen an der Nekropole statt. Heute befinden sich die gefundene Artefakte in den Museen von Sofia, Belgrad und Skopje.
Nach dem Ende des Ersten Weltkrieges, den Bulgarien als Teil der Mittelmächte verloren hatten, wurde Trebeništa Teil des neu gegründeten Königreichs der Kroaten, Serben und Slowenen, welches ab 1929 in das Königreich Jugoslawien aufging und in der Banschaft Vardar eingegliedert. Im Zweiten Weltkrieg geriet die Region nach dem Balkanfeldzug (1941) der Wehrmacht in der Italienische Einflusszone und wurde Teil des italienischen Protektorats Albanien. Nach Ende des Krieges und die Gründung des sozialistischen jugoslawischen Teilrepublik Mazedonien teil Jugoslawiens. Mit der Erlangung der Unabhängigkeit der Teilrepublik 1991 ist Trebeništa Teil Nordmazedoniens.

## Verkehr
Trebeništa liegt östlich der A2, welche die nordmazedonische Hauptstadt Skopje mit dem nordmazedonisch-albanischen Grenzübergang Qafë Thana verbindet. Zudem gibt es von Trebeništa aus Gemeindestraßen nach Volino, Livoišta und Misleševo.